# Gabriel Weinberger
Gabriel Weinberger OCist (* 24. September 1930 als Wilhelm Weinberger in Zemun, Königreich Jugoslawien; † 7. Mai 2021 in Linz) war ein österreichischer Zisterzienser und von 1965 bis 1977 Abt des Stiftes Wilhering.

## Leben
Weinberger wurde 1930 in Semlin (heute: Zemun), einem Vorort von Belgrad, als Kind von Donauschwaben geboren. Sein Vater besaß eine Tischlerei und starb, als Weinberger noch ein Kind war. Im November 1944 flüchtete er mit seiner Mutter und den zwei Geschwistern vor der heranrückenden Front nach Österreich, wo er auf Vermittlung des Ortsklerus seine Schulausbildung am Bischöflichen Gymnasium Petrinum in Linz fortsetzen konnte, das zu dieser Zeit kriegsbedingt in Wilhering untergebracht war. Nach Absiedelung des Petrinums blieb Weinberger am Stiftsgymnasium von Wilhering und trat nach der Matura am 27. August 1949 in das Noviziat von Stift Wilhering ein, wo er den Ordensnamen Gabriel erhielt. Nach der Einfachen Profess 1950 sowie der Feierlichen Profess am 20. August 1953 empfing er am 29. Juni 1954 im Mariä-Empfängnis-Dom die Priesterweihe. Von 1955 bis 1960 absolvierte Weinberger ein Lehramtsstudium für Mathematik und Physik an der Universität Wien, um in den Lehrbetrieb am Wilheringer Stiftsgymnasium einzusteigen, den er bis 1990 ausübte.
Am 23. September 1965 wählte der Konvent von Stift Wilhering Gabriel Weinberger zum Abt; die Abtsbenediktion empfing er am 9. Oktober 1965 durch Generalabt Sieghard Kleiner. In sein Abbatiat fiel die Erneuerung des Ordenslebens (Perfectae caritatis) gemäß dem Zweiten Vatikanischen Konzil. Als Teilnehmer des Generalkapitels in Rom sowie als Mitglied verschiedener Gremien setzte er wesentliche Impulse zur Überarbeitung der Konstitutionen des Zisterzienserordens und zur „Erklärung des Generalkapitels über wesentliche Elemente des heutigen Zisterzienserlebens“. Weinberger resignierte am 17. November 1977. Während seiner Amtszeit stagnierte der Ordensnachwuchs.
Große Verdienste erwarb Weinberger im ökonomischen Bereich des Stiftes, dessen Wirtschaftsdirektor er bis 2007 war. Mit der Modernisierung der Landwirtschaft sowie dem Ausbau der Stiftsgärtnerei Wilhering legte er solide wirtschaftliche Fundamente. Nach der Absetzung von Paulus Rappold aufgrund finanzieller Ungereimtheiten als Abt von Stift Rein übernahm Weinberger die Vermögensverwaltung des Mutterklosters von Wilhering.
Weinberger lebte zum Zeitpunkt seines Todes im Mai 2021 in Linz und starb im 91. Lebensjahr. Im Gegensatz zu seinem Vorgänger Wilhelm Ratzenböck, der in der Äbtegruft bestattet wurde, wählte Weinberger den Konventfriedhof von Wilhering als letzte Ruhestätte.